# Памятник Небесной сотне (Чикаго)
Памятник Небесной Сотне (укр. Пам'ятник Небесній сотні) или Памятник в честь всех погибших Героев Украины — первый в США памятник погибшим в ходе Революции достоинства (Евромайдана) в г. Блумингдейл (Bloomingdale, Illinois), близ Чикаго, рядом с Украинской православной церковью Святого Андрея. Памятник выполнен в виде креста.
Авторы памятника — известный скульптор, заслуженный художник Украины Евгений Прокопов  и архитектор Орест Бараник.
Украинская община США занималась сбором средств на установку памятника, а сооружение монумента поддержал сенатор Джон Маккейн.
Открыт в сентябре 2015 года. Церемонию освящения проводил Патриарх Киевский и всей Руси-Украины Филарет (УПЦ КП).
На открытии присутствовали министр финансов Украины Наталия Яресько, генеральный консул Украины в Чикаго Лариса Герасько, губернатор штата Иллинойс Брюс Раунер и конгрессмен Питер Роскам. На церемонии открытия зачитаны приветственные письма сенаторов Джона Маккейна и Марка Кирка.
|  |  |  |